# Montclus (Hautes-Alpes)
Montclus ist eine französische Gemeinde im Département Hautes-Alpes in der Region Provence-Alpes-Côte d’Azur. Sie gehört zum Kanton Serres im Arrondissement Gap.

## Geografie
Montclus liegt im Bereich der Seealpen und grenzt im Norden an Sigottier, im Osten an Serres und Méreuil, im Süden an Chanousse, im Südwesten an Montjay und im Westen an L’Épine.
Zu Montclus gehört auch der Weiler Champ du Meunier. Am 7. Januar 1994 wurden dort neun Haushaltungen gezählt.

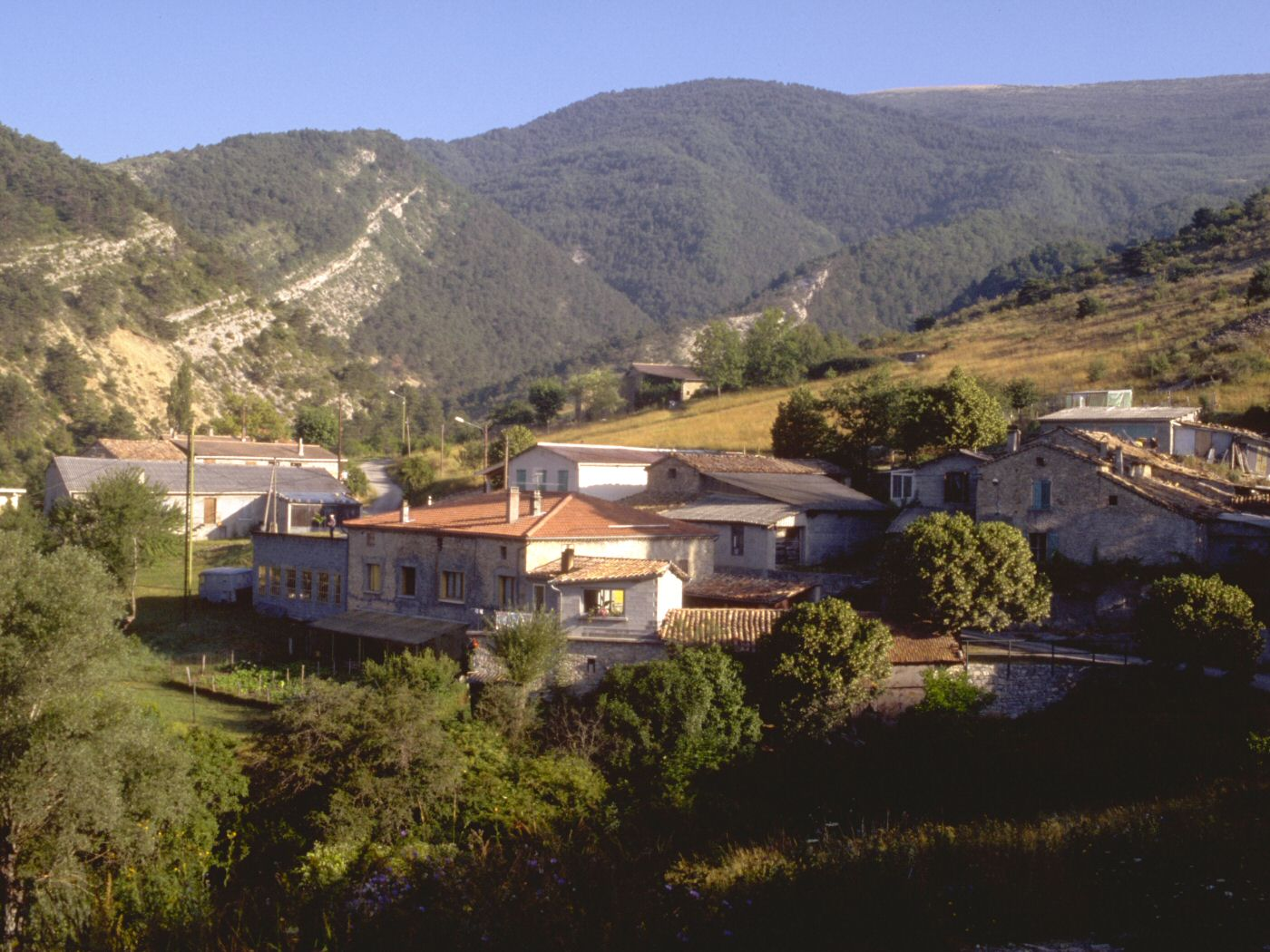
Champ du Meunier

## Bevölkerungsentwicklung
| Jahr      | 1962 | 1968 | 1975 | 1982 | 1990 | 1999 | 2008 | 2012 |
| --------- | ---- | ---- | ---- | ---- | ---- | ---- | ---- | ---- |
| Einwohner | 72   | 47   | 40   | 46   | 45   | 48   | 50   | 57   |